# Leonhard Pohl
Leonhard „Leo“ Pohl (* 18. Juli 1929 in Allenstein, Ostpreußen; † 23. April 2014 in Pfungstadt) war ein deutscher Sprinter.

## Karriere und Erfolge
Bei den Europameisterschaften 1954 in Bern wurde Pohl Vierter im 100-Meter-Lauf. In der 4-mal-100-Meter-Staffel und im 200-Meter-Lauf schied er jeweils in der Vorrunde aus.
Bei den Olympischen Spielen 1956 in Melbourne gehörte er zur deutschen Mannschaft, die in der Besetzung Lothar Knörzer, Pohl, Heinz Fütterer und Manfred Germar in 40,3 s die Bronzemedaille in der 4-mal-100-Meter-Staffel gewann. Bei denselben Spielen erreichte er im 200-Meter-Lauf das Halbfinale.
Bei den Deutschen Meisterschaften wurde er jeweils über 100 und 200 Meter 1954 Zweiter und 1955 sowie 1957 Dritter.
Leonhard Pohl gehörte dem TSV Pfungstadt an.